# Bonifazio Graziani
Bonifazio Graziani   (Marino, c. 1605 - Marino i Roma, 15 de juny de 1664) fou un organista, compositor i clergue italià en el Barroc.
Bonifazio Graziani va escriure motets que conformaven l'estil de l'època. Reeditats moltes vegades en el seu dia, es van estendre arreu Europa.
Aquest èxit es deu probablement a la rica inventiva melòdica del compositor, inventiva que distingeix en particular el motet Dominus illuminatio mea, pres del tercer llibre publicat el 1658. Graziani presenta una enlluernadora exhibició de focs artificials de breus ariosos amb melodies variades, alternant amb recitatius curts.
També va escriure dos oratoris: Adae oratorium i Filii Prodigi oratorium.

## Obres publicades
- Motetti a due, tre, quattro, cinque, e sei voci (op. 1), Vitale Mascardi, Roma, 1650
- Il secondo libro de motetti a due, tre, quattro, cinque e sei voci (op. 2), Vitale Mascardi, 1652
- El primer llibre de motetti a voce sola (op. 3), Vitale Mascardi, Roma, 1652; altres publicacions: Maurizio Balmonti 1655, Ignazio de Lazzari, 1661
- Psalmi vespertini quinque vocibus cum organo, i sine organo decantandi... lib. I, opus quartum (op. 4), Nicolo Germani / Vitale Mascardi, Roma, 1652.
- Psalmi vespertini quinque vocibus concinendi, opus quintum (op. 5), Vitale Mascardi, 1653
- Il secondo libro de motetti a voce sola. opera sesta (op. 6), Maurizio Balmonti, 1655
- Motetti a due, tre, e cinque voci... llibre terzo, opera settima (op. 7), Maurizio Balmonti, 1656
- Il terzo libro de motetti a voce sola...òpera ottava (op. 8), Giacomo Fei, 1658
- Responsoria heéquencee sanctae, quartet vocibus concinenda, un organo si placet (op. 9), Ignazio de Lazari, 1663
- Del quart llibre de motets a voce sola... opera decima (op. 10), Giacomo Fei, 1665
- Litanie della Madonna a quattro, cinque, sette e otto voci... opera undecima (op. 11), Giacomo Fei, 1665
- Motetti a due, tre, quattro, e cinque voci per ogni tempo... opera XII (op. 12), Mascardi Nachfolger, 1673
- Antifone della Beatissima Vergine Maria, solita ricitarsi tutto l'anno doppo l'ofizio divino... a quattro, cinque e sei voci... opera decima terza (op. 13), Giacomo Fei, 1665
- Antifone per diversa festivitat di tutto l'Anno, a due, tre, e quattro voci... part prima, opera decima quarta (op. 14), Ignazio de Lazari 1666
- Sacri concerti... a due, tre, quattro e cinque voci... opera decimaquinta (op. 15), Amadeo Belmonte 1668
- Partitura del quinto llibre de'motetti a voce sola... òpera XVI (op. 16), Amadeo Belmonte 1669
- Psalmi vespertini binis choris, un cum organo certatim, suaviterque decantandi... opus XVII (op. 17), Amadeo Belmonte, 1670
- Il primo libro delle messe a quattro, e cinque... opera decima ottava (op. 18), Angelo Mutii 1671
- Sacrae cantiones una tantum voce cum organo decantandae... liber sextus, opus XIX (op. 19), Rom Mascardi Nachfolger 1672
- Motetti a due, tre, quattro, e cinque voci... lib. VI, òpera XX (op. 20), Mascardi Nachfolger, 1672
- Hinni vespertini per tutte le festa principal dell'anno, composti in musica a tre, quattro, e cinque voci, alguns amb li ripieni... òpera XXI (op. 21), Mascardi Nachfolger 1673
- Il secondo libro delle messe a quattro, cinque, e otto voci... òpera XXII (op. 22), Mascardi Nachfolger 1674
- Motetti a due, tre e quattro voci... opera XXIII (op. 23), Mascardi Nachfolger 1674
- Motetti a due, tre, quattro e cinque voci... opera XXIV (op. 24), Mascardi 1676
- Musiche sagre, e morali composte ad'una, due, tre, e quattro voci... opera XXV (op. 25), Mascardi Nachfolger 1678
- Motetti a due, e tre voci (ohne Opuszahl), Giacomo Fei 1667.